# طواف فلاندرز 2002
طواف فلاندرز 2002 هو سباق دراجات هوائية أقيم بتاريخ 7 أبريل 2002، تكون السباق من 1 مراحل وامتدّ لمسافة 264 كم بسرعة 38.352 كم/س، استغرق السباق 6 ساعة 53 دقيقة 00 ثانية.